# 비토리아 세레티
비토리아 세레티(영어: Vittoria Ceretti, 1998년 6월 7일 ~ )는 이탈리아의 모델이다.

## 성장 과정
세레티는 1998년 이탈리아 브레시아에서 태어났다. 그녀는 14세 때 이탈리아에서 열린 엘리트 모델 룩 선발대회에 참가하여 결선 진출자로 선정되었다.

## 모델 경력
세레티는 이탈리아 밀라노에서 디자이너 Kristina Ti 쇼에서 런웨이 데뷔했다. 그 이후로, 그녀는 막스 마라, 돌체앤가바나, 아르마니, 프라다, 프로엔자슐러, JW 앤더슨, 모스키노, 펜디, 발렌티노, 로베르토 카발리, 베르사체, 미쏘니, 루이비통, 버버리, 샤넬, 크리스찬 디올, 미우 미우, 지방시, 알베르타 페레티, 마크 제이콥스, 마이클 코어스, 보테가 베네타, 톰 포드, 토미 힐피거와 생로랑의 런웨이 모델로 일했다.
세레티는 〈보그〉 미국판, 이탈리아판, 파리판, 일본판, 독일판, 스페인판, 영국판, 한국판, 중국판, 〈하퍼스 바자〉, 〈엘르〉, 〈글래머〉, 〈그라치아〉와 〈IO Donna〉의 표지를 장식했다. 또한 세레티는 7명의 모델 중 한 명으로 〈보그〉 미국판의 125주년을 기념하는 2017년 3월호에 등장했다.
〈보그〉이탈리아판에 따르면 세레티는 웹 사이트에서 2018년 가장 많이 검색된 모델이었다. 세레티는 현재 models.com에서 "산업 아이콘"으로 선정되었다.

## 사생활
〈보그〉파리판의 인터뷰에서 세레티는 모델로 경력을 시작하지 않았다면 연기나 심리학을 공부했을 것이라고 언급했다.
그녀는 2020년 6월 1일 스페인 이비자에서 남자친구인 마테오 밀레리와 결혼했다.